# Размываемость грунтов
Размываемость грунтов — способность грунтов разрушаться под влиянием движущейся воды, воздействующей на грунтовую толщу. Одна из характеристик водопрочности грунтов в инженерной геологии.

## Основные понятия
В зависимости от характера и направления водного воздействия различают: 1) поверхностную размываемость грунта при действии текучих вод вдоль поверхности грунта (по касательной); 2) лобовую (волновую) размываемость грунта при фронтальным действием воды на грунт; 3) суффозионную размываемость грунта при выносе частиц грунта из массива водным потоком.
Поверхностный размыв грунтов происходит при действии текучих вод на склонах (плоскостная эрозия), а также вдоль постоянных водотоков, например речных (боковая и донная эрозия). В общем случае, чем выше прочность структурных связей (оцениваемая например, сцеплением) и их водостойкость, тем меньше размываемость грунта. Наиболее подвержены размыву связные размокаемые грунты.
Волновой (лобовой) размыв грунтов происходит при фронтальном действии воды на грунтовый массив. Он широко распространен в природе в зоне действия прибоя по берегам морей, озер, водохранилищ (абразия). Оценка волнового размыва грунтов проводится при прогнозе переработки берегов водохранилищ.

## Показатели
Основным показателем водопрочности грунтов по отношению к волновому размыву является коэффициент сопротивления пород волновому размыву (Кс), рассчитываемый по формуле: Кс = ΣЕв/V, где ΣЕв — суммарная энергия волн (за опыт или период наблюдения); V — объем размытого (удаленного) грунта.
Механизм суффозионного размыва (суффозия), который иногда называют также фильтрационной водопрочностью грунтов, состоит в гидромеханическом воздействии на частицы, ослаблении структурных связей и выносе отдельных частиц из грунта вместе с фильтрационным потоком. Определение суффозионной осадки оснований возводимых инженерных сооружений проводится в соответствии со СНиП 2.02.01-83*.